# سرنوشت ۲: شکل نهایی
سرنوشت ۲: شکل نهایی (انگلیسی: Destiny 2: The Final Shape) یک بسته الحاقی بزرگ برای عنوان سرنوشت ۲، که یک بازی تیراندازی اول شخص ساخته شده توسط بانجی است. این هشتمین افزونه و سال هفتم محتوای گسترده برای سرنوشت ۲ و دهمین سال محتوا برای فرانچایز Destiny است که در ۴ ژوئن ۲۰۲۴ منتشر شد، پس از تأخیر از تاریخ اولیه فوریه ۲۰۲۴. شکل نهایی حول محور جستجوی محافظ بازیکن برای شرور اصلی فرانچایز، شاهد، که از طریق دروازه‌ای که در سطح مسافر سماوی در پایان Lightfall (۲۰۲۳) ایجاد کرده بود ناپدید شده بود، می‌چرخد. محافظ و Vanguard باید از ایجاد شکل نهایی توسط شاهد - استخوانی کردن و نابودی تمام حیات در جهان - جلوگیری کنند و جنگ بین نور و تاریکی را پایان دهند و اولین سرگذشت‌نامه بزرگ Destiny، سرگذشت‌نامه «نور و تاریکی» را به پایان برسانند. این بسته الحاقی همچنین بازگشت شخصیت Cayde-6 را شاهد است که در رویدادهای Forsaken(۲۰۱۸) کشته شده بود.
علاوه بر توانایی‌های فوق جدید برای زیرکلاس‌های نور موجود، یک زیرکلاس جدید، «منشوری»، اضافه شد که به بازیکنان اجازه می‌دهد توانایی‌های نور و تاریکی را همزمان ترکیب و استفاده کنند. این افزونه محتوای جدیدی در سراسر بازی اضافه کرد، از جمله مأموریت‌های جدید، مکان‌های PvE، نقشه‌های PvP، تجهیزات بازیکن، اسلحه، یک رید جدید و اولین فعالیت PvE ۱۲ نفره سری.
برخلاف سال‌های قبل، سال ۷ از مدل فصلی که در آن سال به چهار محتوای فصلی تقسیم می‌شود پیروی نمی‌کند. در عوض، سه اپیزود بزرگ در طول سال منتشر می‌شود که تجربیات مستقل هستند و هر اپیزود به سه بخش تقسیم می‌شود که پیامدهای افزونه را روایت می‌کند. اپیزودها با عناوین اکوها، ارواح و کفر، در ابتدا قرار بود در مارس، جولای و نوامبر منتشر شوند، اما به دلیل تأخیر شکل نهایی عقب افتادند؛ اکوها یک هفته پس از انتشار افزونه در ۱۱ ژوئن شروع شد، ارواح در ۸ اکتبر منتشر شد و کفر برای ۴ فوریه ۲۰۲۵ برنامه‌ریزی شده است. دو سیاهچال جدید نیز در طول محتوای اپیزودی منتشر خواهند شد. این تنها سالی خواهد بود که از اپیزودها استفاده می‌شود، زیرا سال ۸ به جای آن دو افزونه کوچک با به‌روزرسانی‌های میانی خواهد داشت.